# 아폴로 8호 창세기 낭독
1968년 12월 24일, 아폴로 8호의 승무원들은 달 궤도를 돌면서 창세기를 낭독하여, 최고의 시청률을 기록하는 가운데 세계를 놀라게 했다. 이들이 읽은 성경은 킹 제임스 버전(흠정역 성서)이었다. 윌리엄 앤더스, 짐 러벨, 프랭크 보먼 세 명이 창세기 1장 1절에서 10절까지를 나누어 읽었다.

## 기록
| “ | 우리는 달에서의 일출을 곧 보게 될 것입니다. 그리고 지구에 있는 모든 인류들에게, 아폴로 8호 승무원들이 전하고 싶은 메시지가 있습니다. 태초에 하나님이 천지를 창조하시니라 땅이 혼돈하고 공허하며 흑암이 깊음 위에 있고 하나님의 영은 수면 위에 운행하시니라 하나님이 이르시되 빛이 있으라 하시니 빛이 있었고 빛이 하나님이 보시기에 좋았더라 하나님이 빛과 어둠을 나누사 | ” |
|   | — 윌리엄 앤더스 |   |
| “ | 하나님이 빛을 낮이라 부르시고 어둠을 밤이라 부르시니라 저녁이 되고 아침이 되니 이는 첫째 날이니라 하나님이 이르시되 물 가운데에 궁창이 있어 물과 물로 나뉘라 하시고 하나님이 궁창을 만드사 궁창 아래의 물과 궁창 위의 물로 나뉘게 하시니 그대로 되니라 하나님이 궁창을 하늘이라 부르시니라 저녁이 되고 아침이 되니 이는 둘째 날이니라 | ” |
|   | — 짐 러벨 |   |
| “ | 하나님이 이르시되 천하의 물이 한 곳으로 모이고 뭍이 드러나라 하시니 그대로 되니라 하나님이 뭍을 땅이라 부르시고 모인 물을 바다라 부르시니 하나님이 보시기에 좋았더라 | ” |
|   | — 프랭크 보먼 |   |

## 소송
무신론자 매덜린 머레이 오헤어는 이 사건에 대해 소송을 제기했다. 그러나 미국 연방대법원은 사법권이 미치지 못한다는 이유로 이 소송을 기각했다. 비슷한 소송에 휘말릴 것을 꺼렸기 때문에 버즈 올드린은 아폴로 11호가 달에 착륙한 이후 짧은 성체 의식만을 행했고, 이후 몇 년이 지나도록 그는 자신의 행동을 비밀에 부쳤다.

## 같이 보기
- 지구돋이
- 아폴로 8호

## 참고 문헌
- 홀리넷 : 다국어성경 홀리바이블 창세기 1장 개역개정판